# Livro de arte
O Livro de arte (ou, ainda, livro de pintor) é uma modalidade do livro ilustrado onde o objetivo principal é dotar uma obra literária de um valor artístico maior, para tanto produzindo uma edição em que, além do texto, seja também assinada por um artista de renome, em tiragens limitadas onde o objetivo principal é a qualidade, tendo muitas vezes a produção patrocinada por sociedades de bibliófilos que surgiram inicialmente em França e Inglaterra como uma reação aristocrática à massificação da produção editorial. Foi parte do movimento Arts and Crafts, do inglês William Morris.
O trabalho de ilustração de obras por grandes artistas teve início no século XIX, com nomes como Delacroix,
Gustave Doré ou Toulouse-Lautrec e, no século seguinte, Picasso, Matisse (com o seu Jazz, de 1947), Juan Miró, Marc Chagall, Salvador Dalí e outros que, em razão disso, faz com que esse tipo de obra seja também chamada de livro de pintor. Difere, portanto, das obras meramente ornadas por ilustradores profissionais.
A interpenetração da arte levou, finalmente, ao surgimento na década de 1960 do chamado livro de artista onde a própria obra literária se tornaria o suporte da arte produzida, e não mais sua coadjuvante, e que integra a chamada arte conceitual.
A especialista Catarina Helena Knychala define esse tipo de livro como "aquele que se apresenta como um objeto com valores estéticos tais como boa qualidade e beleza do papel, dos caracteres tipográficos e da encadernação, arquitetura e diagramação harmoniosa e não necessariamente ilustrado: mas, se, contiver ilustrações feitas com processos manuais como a xilogravura, a gravura em metal, a litografia e a serigrafia, como também fotografias artísticas e reproduções por processos foto-mecânicos", ou seja, com objetivo essencial de ser ele próprio uma obra de arte e voltado a público reduzido; já Raymond Hesse define-o como aquele que é, essencialmente, produzido de modo artesanal.